# 힐로스
그리스 신화에서 힐로스(그리스어: Ὕλλος, 또는 힐라스 그리스어: Ὕλᾱς)는 헤라클레스와 데아아니라의 아들이었다. 
헤라클레스의 사후 그의 아이들은 방랑후에 에우리스테우스로부터 피신처를 아테네에서 발견하였다. 에우리스테우스는 아테네를 공격하였지만 격파되고 처형되었다. 힐루스와 그의 형제들은 결국 펠레폰네수스로 침입하였으나 수년머문 후에 전염병으로 포기하였다. 그곳에서 도리아인의 전설적인 조상이며 헤르클레스와 동업하였던 아에기미우스가 힐루스를 고용하였고 그에게 영토의 일부를 넘겼다. 아에기미우스의 사후 그의 두 아들 팜필루스와 디마스는 자발적으로 힐루스에게 귀부하고 힐루스는 도리아의 군주가 되었다.